# Veen
Veen est un village néerlandais de 2 398 habitants (2005), situé dans la commune d'Altena dans la province du Brabant-Septentrional, dans le Pays de Heusden et d'Altena.
Veen est située sur la rive gauche de l'Afgedamde Maas, en face d'Aalst, village auquel Veen est relié par un petit bac. Veen a été une commune indépendante jusqu'en 1973, date où elle a été rattachée à la nouvelle commune d'Aalburg.

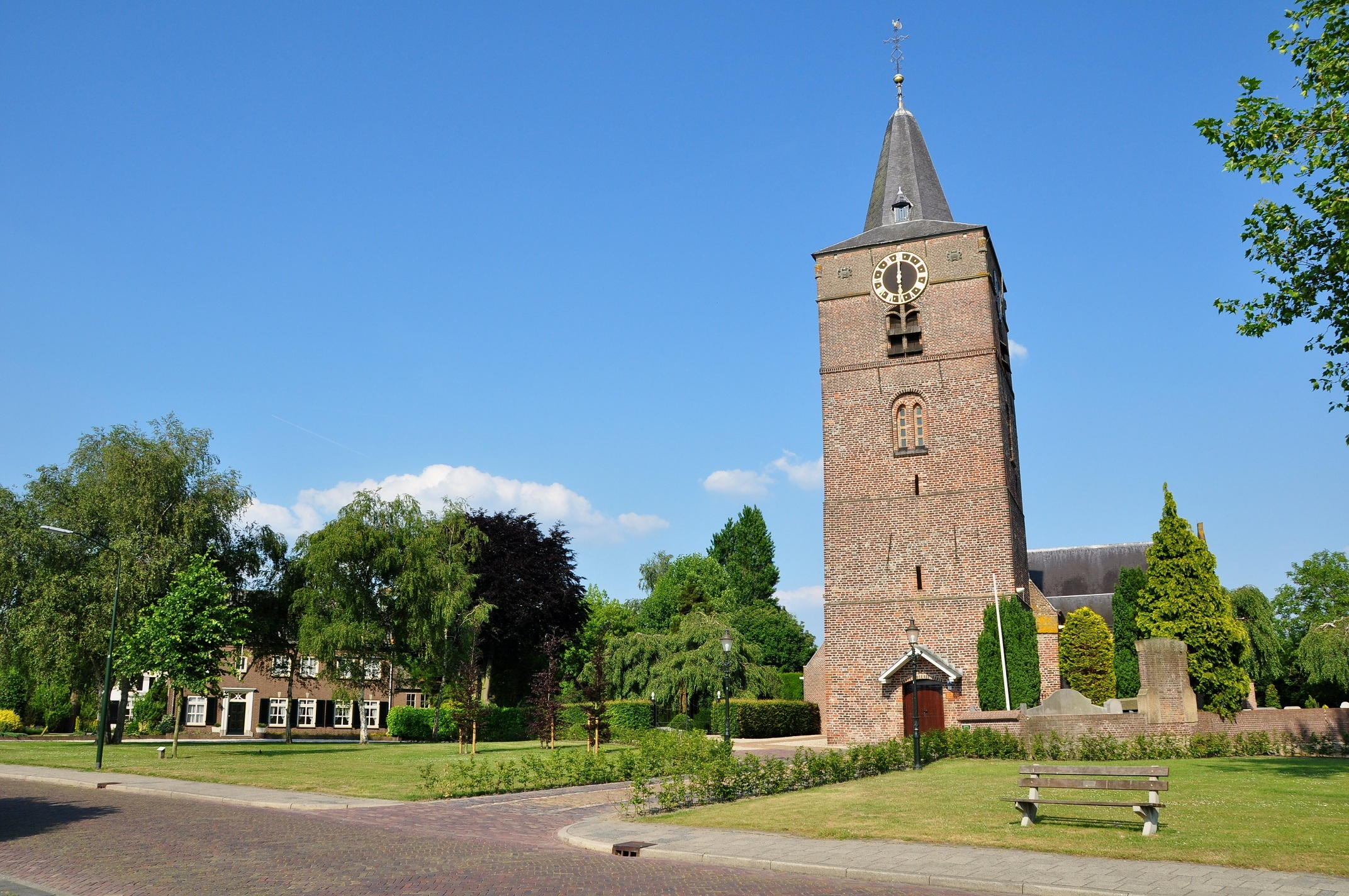
Centre de Veen avec église réformée néerlandaise.

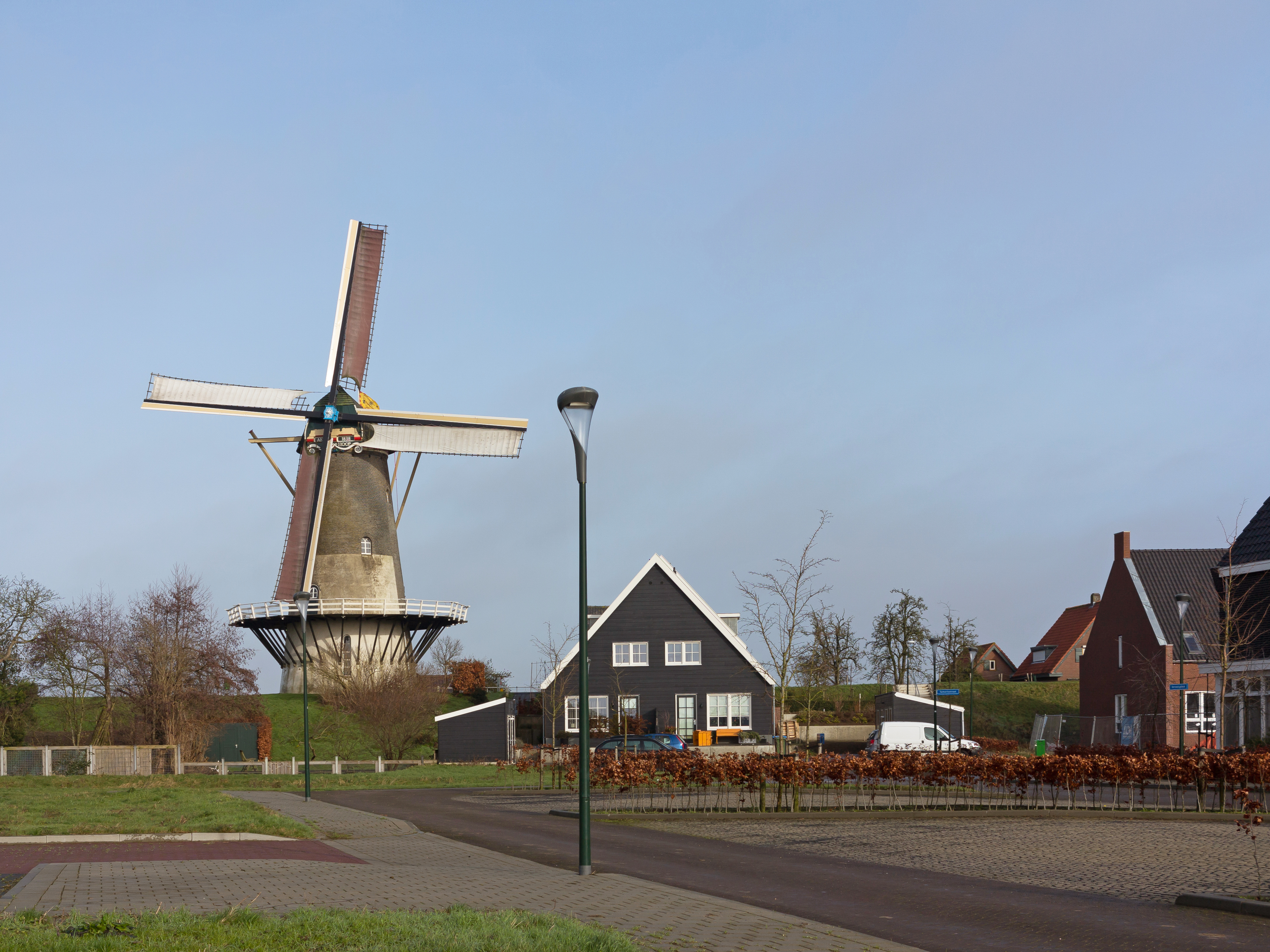
Veen, moulin: molen de Hoop

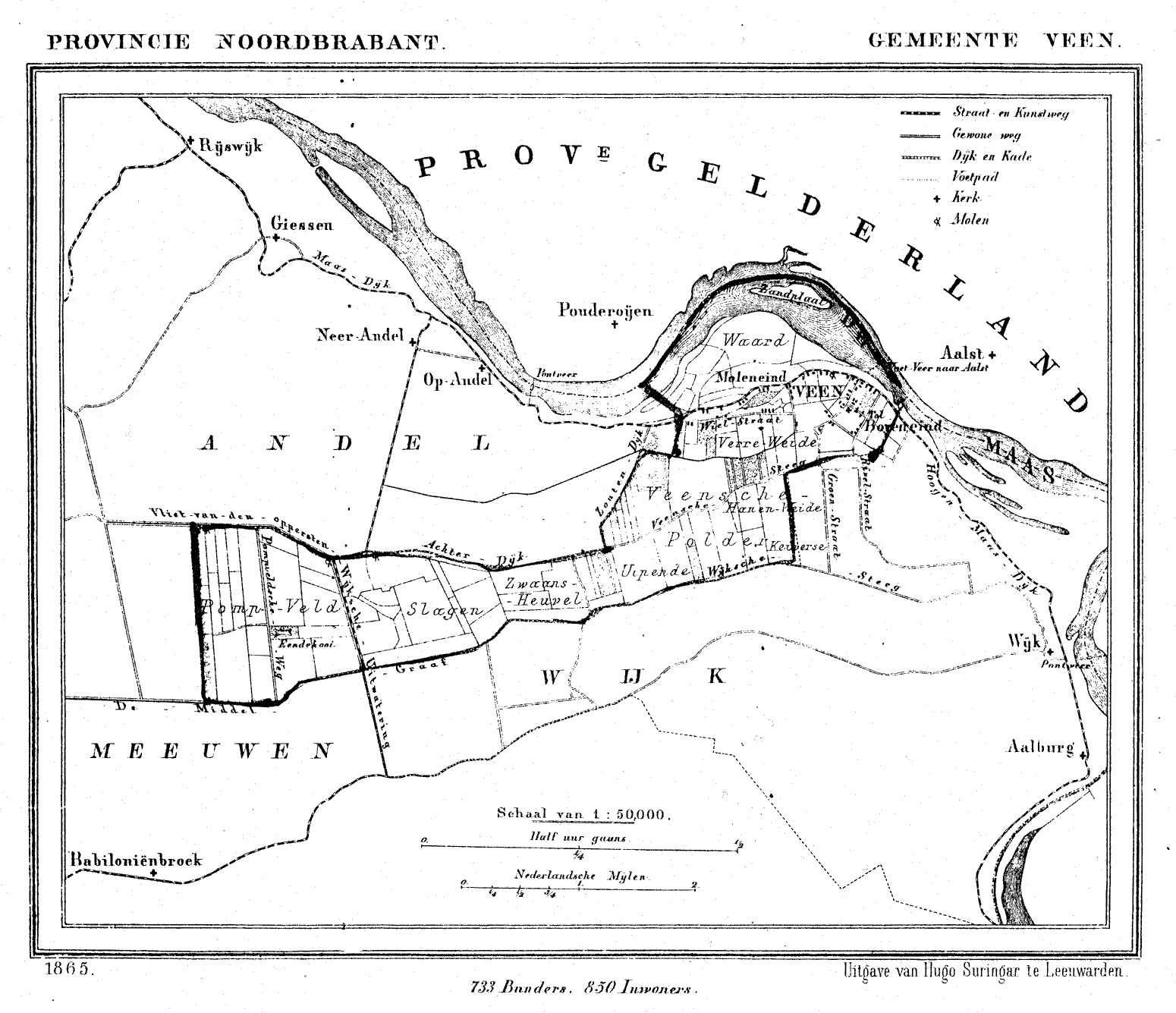
Commune de Veen en 1865